# Seznam zápasů norské fotbalové reprezentace na Mistrovství Evropy
Norská fotbalová reprezentace byla celkem 1x na mistrovstvích Evropy ve fotbale a to v roce 2000.
- Aktualizace po ME 2000 - Počet utkání - 3 - Vítězství - 1x - Remízy - 1x - Prohry - 1x

| Číslo | Soupeř     | Výsledek | ME      | Fáze turnaje       | Góly Norska     |
| ----- | ---------- | -------- | ------- | ------------------ | --------------- |
| 1.    | Španělsko  | 1 – 0    | ME 2000 | základní skupina C | Steffen Iversen |
| 2.    | Jugoslávie | 0 – 1    | ME 2000 | základní skupina C | Ne              |
| 3.    | Slovinsko  | 0 – 0    | ME 2000 | základní skupina C | Ne              |